# Leptocerus bitaenianus
Leptocerus bitaenianus är en nattsländeart som beskrevs av Yang och Morse 2000. Leptocerus bitaenianus ingår i släktet Leptocerus och familjen långhornssländor. Inga underarter finns listade i Catalogue of Life.